# Hugo Martínez Abarca
Hugo Martínez Abarca (Madrid, 16 de septiembre de 1976) es un politólogo, filósofo, jurista y político español, diputado en la Asamblea de Madrid por el partido Más Madrid.

## Biografía
Nacido y criado en el distrito de Chamberí, es licenciado en Filosofía por la Universidad Autónoma de Madrid y en Ciencias Políticas y Derecho por la Universidad Complutense. Antes de dedicarse a la política estuvo en un grupo de teatro universitario, dirigió algunos cortometrajes, y a nivel profesional ha trabajado en una gestoría.
Interesado por la política desde joven, durante su etapa universitaria se involucró en numerosas agrupaciones políticas y fue objetor de conciencia del entonces servicio militar obligatorio. En 2004 se afilió a Izquierda Unida Madrid y fue ascendiendo puestos dentro del partido hasta la crisis interna de 2015 que motivó su desaparición.
En febrero de 2015 se dio de baja en Izquierda Unida y pasó a la plataforma Convocatoria por Madrid, liderada por Tania Sánchez, que terminaría integrándose en Podemos Comunidad de Madrid. Formó parte de la lista electoral del partido morado en las elecciones autonómicas de 2015, en vigésimo primera posición, y obtuvo el acta de diputado en la ix legislatura de la Asamblea de Madrid.
En 2019 dejó Podemos para integrarse en Más Madrid, y ha mantenido el acta en la x y xi legislaturas. Durante ese tiempo ha sido portavoz en la Comisión de Vigilancia de Contrataciones, en la Comisión de Control de Radio Televisión Madrid, y en la Comisión de Justicia, Interior y Víctimas. También ha sido miembro de la comisión no permanente que ha investigado posibles casos de corrupción en la Comunidad de Madrid.
En 2021 publicó el libro La alternativa republicana (Ed. Los libros de la Catarata).
1. 1 2  «Sobre mí». Quien Mucho Abarca. 10 de marzo de 2009. Consultado el 5 de mayo de 2021.
2. ↑  «Hugo Martínez Abarca: “Yo si fuera Felipe VI pagaría a Podemos para que intente liderar la lucha por la República”.». La Trivial. 23 de diciembre de 2018. Consultado el 5 de mayo de 2021.
3. ↑  «Me quedo». Cuarto Poder. 6 de febrero de 2015.
4. ↑  «Estas son las seis personas que irán con Podemos a las autonómicas en Madrid». www.publico.es. Consultado el 5 de mayo de 2021.
5. ↑  https://www.catarata.org/libro/la-alternativa-republicana_122063/